# Väinö Muinonen
Viktor Väinö Muinonen (30. prosince 1898 Lappeenranta – 10. června 1978 Imatra) byl finský atlet, běžec, mistr Evropy v maratonu z roku 1938.

## Sportovní kariéra
Na olympiádě v Berlíně v roce 1936 skončil v maratonu pátý. Stal se mistrem Evropy v této disciplíně při šampionátu v Paříži v roce 1938. Po druhé světové válce obhajoval titul na mistrovství světa v Oslo v roce 1946 – doběhl druhý za svým krajanem Hietanenem. V této sezóně (ve svých 47 letech) dosáhl také svého nejlepšího výkonu v maratonu 2:33:03.